# Urmia Municipality Cultural and Sports Club
Shahrdari Urmia Volleyball Club è una società pallavolistica iraniana con sede ad Urmia. Fa parte della polisportiva Shahrdari Urmia Sport Club ed è controllata dalla società Municipal Urmia.